# دانيل كيساريتش
دانيل كيساريتش (8 يناير 1983 بسلافونسكي برود في كرواتيا - ) هو لاعب كرة قدم كرواتي في مركز الهجوم. شارك مع منتخب كرواتيا تحت 21 سنة لكرة القدم. أما مع النوادي، فقد لعب مع أريس تسالونيكي وسبارتا براغ ومكابي حيفا ونادي أستيراس تريبوليس ونادي رييكا وNK Marsonia ‏ ونادي إيغاليو لكرة القدم ونادي بريبرام ونادي سلافن بيلوبو ونادي أكراتيتوس ‏ ونادي أوسييك.

## وصلات خارجية
- دانيل كيساريتش على موقع قاعدة بيانات كرة القدم.إي يو (الإنجليزية)
- دانيل كيساريتش على موقع Soccerway.com (الإنجليزية)
- دانيل كيساريتش على موقع AS.com (الإسبانية)